# Korlát
Korlát är en ort (by) i provinsen Borsod-Abaúj-Zemplén i nordöstra Ungern. Orten har 304 invånare (2024), på en yta av 7,91 km². Den ligger cirka 45,5 kilometer nordost om Miskolc.